# 美国中学入学考试
美国中学入学考试（英語：Secondary School Admission Test），简称SSAT，是一项由美国招生管理协会主办的标准化考试，面向3-11年级的学生，旨在为小学、初中、高中级别的独立学校和私立学校提供入学参考。该考试于1957年面试，第一年只有5000馀名学生接受考试。根据2017年的资料，美国中学入学考试在全球共有分布于超过100个国家的1085个考点。
该考试分为三级：面向3-4年级学生的初级、面向5-7年级学生的中级，以及面向8-11年级学生的高级。考试的考卷有用于说明的范例部分（不计分），所有的题目都是选择题，包含数学、阅读理解和词汇题三个部分。